# Маккартни, Линда
Линда Луиз Маккартни (англ. Linda Louise McCartney), урождённая Истман (англ. Eastman), по первому мужу — Си (англ. See; 24 сентября 1941, штат Нью-Йорк — 17 апреля 1998, Тусон, Аризона) — американская певица, автор книг и фотограф; жена (с 1969 года до смерти) Пола Маккартни и участница группы Wings.

## Биография
Линда Луиз Истман родилась в еврейской семье, Ли и Луизы Истман, и была вторым ребёнком в семье. У неё есть старший брат и две младшие сестры. Отец, выходец из России (настоящее имя — Леопольд Вайль Эпштейн, англ. Leopold Vail Epstein), сменивший фамилию после приезда в США, был известным юристом, работавшим в шоу-бизнесе. Мать Луиза Сара Истман (в девичестве — Линднер) была дочерью Макса Линднера, основателя Lindner Company, крупнейшего в Кливленде универмага.
Линда родилась и выросла в респектабельном районе Скарсдейл округа Уэстчестер в штате Нью-Йорк. В 1960 году она окончила школу (англ. Scarsdale High School) и стала студенткой Университета штата Аризона (факультет изобразительных искусств).
18 июня 1962 года Линда Истман вышла замуж за Джозефа Мелвилла Си мл. (Joseph Melville See Jr., позже она описывала его так: «геолог: хэмингуэевский типаж»). 31 декабря этого же года у них родилась дочь Хезер Луиз. В 1965 году Джон и Линда развелись.

### Карьера фотографа
Первым местом работы Линды Истман стала приёмная журнала Town & Country. Карьера дебютантки развивалась стремительно: очень скоро она оказалась единственным фотографом-любителем на яхте SS Sea Panther, где путешествовали The Rolling Stones. Вскоре Линда получила должность штатного фотографа при концертном зале Fillmore East. Во второй половине 1960-х годов она фотографировала таких исполнителей, как Арета Франклин, Джими Хендрикс, Боб Дилан, Дженис Джоплин, Эрик Клэптон, Simon and Garfunkel, The Who, The Doors и Нил Янг (фотография последнего, сделанная Линдой в 1967 году, была использована на обложке альбома Sugar Mountain: Live at Canterbury House 1968, вышедшего в 2008 году).
11 мая 1968 года Линда стала первой женщиной-фотографом, чья фотография появилась на обложке журнала Rolling Stone (снимок Эрика Клэптона). Позже её фотографии выставлялись больше чем в 50 галереях мира, включая лондонский музей Виктории и Альберта. Альбом её работ 1960-х годов Linda McCartney’s Sixties: Portrait of an Era был издан в 1993 году.

### Знакомство с Полом Маккартни
15 мая 1967 года на концерте Джорджи Фэйма в лондонском клубе Bag O’Nails Линда Истман познакомилась с Полом Маккартни. В это время она находилась в творческой командировке, фотографируя музыкантов для серии «Swinging Sixties». В тот же вечер Пол пригласил её в клуб Speakeasy (на Маргарет-стрит) на концерт Procol Harum. Четыре дня спустя они встретились вновь, на ланче, посвящённом выходу альбома Sgt. Pepper’s Lonely Hearts Club Band в доме Брайана Эпстайна в Белгравии. По окончании командировки Линда вылетела в Нью-Йорк.
В мае 1968 года, когда Леннон и Маккартни находились в Нью-Йорке по делам своей новой компании Apple Records, Пол и Линда встретились вновь. После 25 сентября того же года он позвонил ей и пригласил прилететь в Лондон. Шесть месяцев спустя, 12 марта 1969 года, они провели свадебную церемонию в мэрии района Марилебон.
Начиная с этого момента большую часть времени Пол и Линда проводили вместе, в основном — в сельском уединении, на ферме в западном Сассексе. Они редко расставались более, чем на день (исключением стал инцидент с арестом Пола в Токио, когда оба тяжело переживали десятидневную разлуку). Линде были посвящены все песни о любви, которые Пол написал начиная с 1968 года, включая, возможно, самую известную — «Maybe I’m Amazed».

### Музыкальная карьера

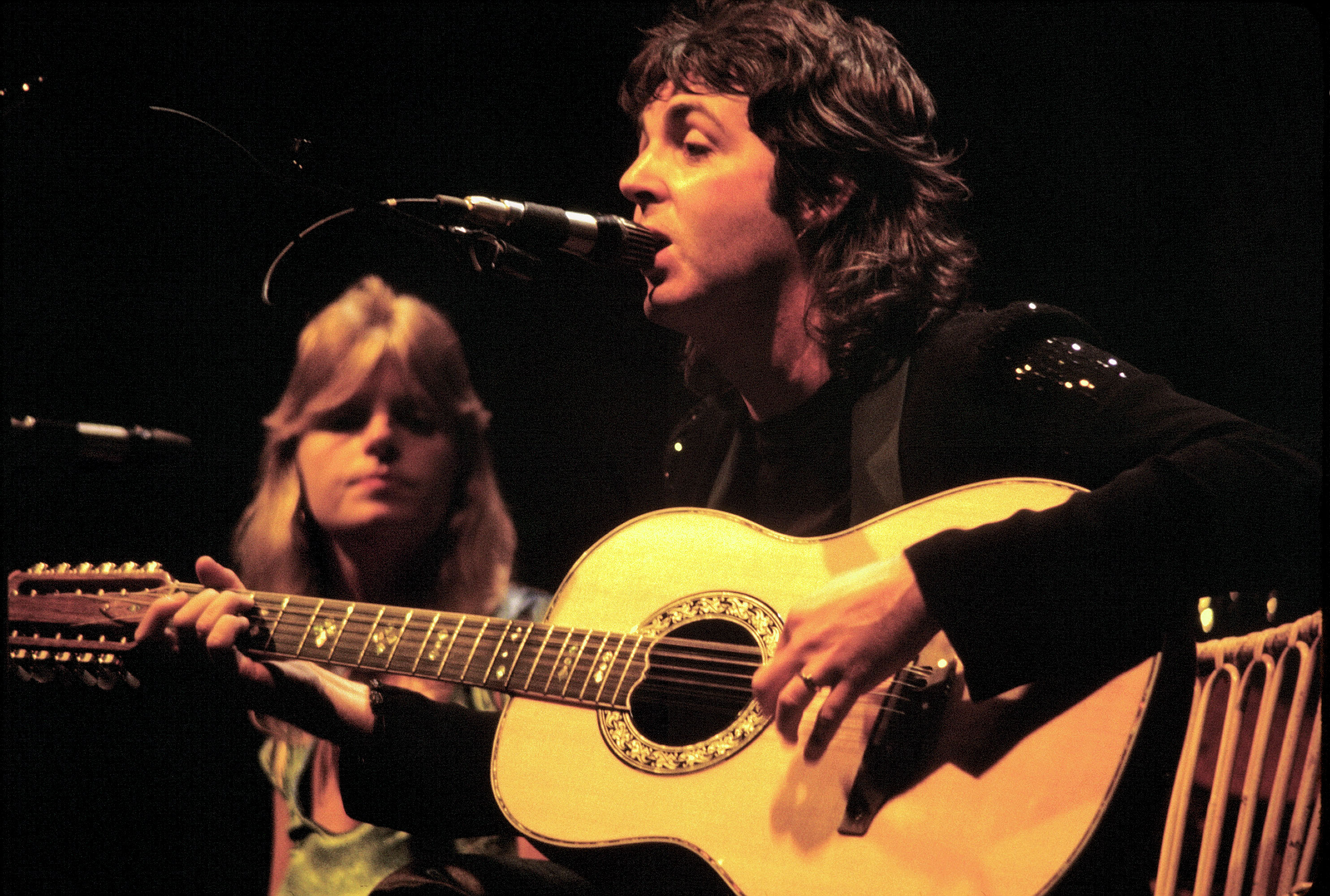
Линда (на заднем плане) в составе Wings, 1976.

Линда Маккартни впервые приняла участие в студийной работе своего (будущего) мужа во время записи альбома Let It Be. Она исполнила бэк-вокал в заглавном треке, но в числе участников указана не была. После распада The Beatles в 1970 году Пол обучил Линду игре на клавишных инструментах и в качестве постоянной участницы ввёл в состав Wings, группы, которая стала одной из самых успешных в 70-х годах. Линда впоследствии признавала, что недоброжелатели, утверждавшие в самом начале, что она с трудом попадает в ноты, были совершенно правы.
31 мая 1977 года в США вышел сингл Seaside Woman в исполнении группы Suzy and the Red Stripes. Под этим псевдонимом — по замыслу Линды — скрылись Wings: ей было важно понять реакцию публики на её музыку, а не на громкое имя. Песня, записанная Wings в 1972 году, явилась ответом на судебный иск ATV (компании, которая владела битловским каталогом в Northern Songs), согласно которому Маккартни обвинялся в том, что, переводя авторские гонорары своей жене, он тем самым отправляет их на счета своей собственной компании MPL Communications (дело было улажено вне суда).
В мае 1978 года мультфильм «Oriental Nightfish», для которого Линда написала заглавную песню, был награждён «Золотой пальмовой ветвью» на кинофестивале в Каннах. За песню «Live and Let Die» Пол получил Оскара вместе с Линдой Маккартни, которая была соавтором песни.

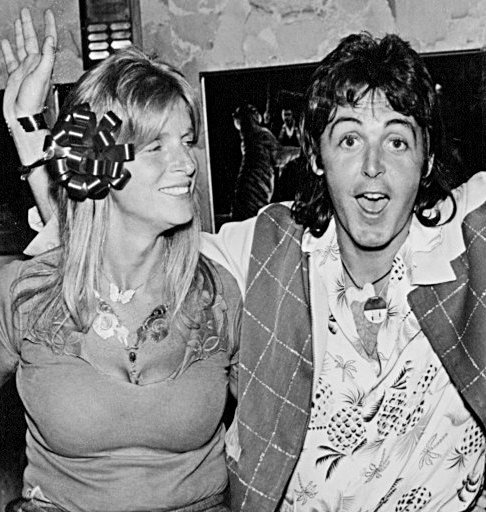
Лос-Анджелес, 1976 год

В 1982 году Джоан Гудман (встретившаяся с четой Маккартни во время съёмок фильма), так подытожила свои впечатления:

Линда… мало говорила, но если уж открывалась, то резала правду-матку, невзирая на лица. Постепенно мне стала ясна суть их отношений. Пусть у них старомодный брак — в том смысле, что в основном всё решает Пол, — но равноправия в их отношениях больше, чем обычно думают. Их образ жизни — а именно то, что они вегетарианцы, предпочитают сельский быт и намерены защитить своих детей от звёздной болезни, — заслуга Линды. С годами они, как говорят, притёрлись друг к другу. Семья научилась отделять суперзвезду Маккартни от Маккартни-человека. Линда говорит: «Дома Пол — это папочка, но когда наш Джеймс видит его по „ящику“, он говорит: „Смотрите, вот Пол Маккартни“». — Джоан Гудман, 1982
Альбом Линды Маккартни Wide Prairie, куда вошла и «Seaside Woman», был выпущен после её смерти в 1998 году: работу над ним завершил Пол с помощью звукоинженера Джеффа Эмерика.

### Болезнь и смерть
В 1995 году у Линды Маккартни был обнаружен рак груди; состояние её быстро ухудшилось — болезнь распространилась на печень. 17 апреля 1998 года леди Линда Маккартни скончалась на 57-м году жизни на семейном ранчо в Тусоне (Аризона). Там же её останки были кремированы, а пепел был позже рассеян над полями фермы Маккартни в Сассексе. На мемориальной службе, проведённой в лондонской церкви St. Martin-in-the-Fields, в числе прочих присутствовали Джордж Харрисон, Дэвид Гилмор и Ринго Старр. Всё своё состояние Линда Маккартни завещала мужу.

## Вегетарианство
Линда объясняла свой переход на вегетарианство тем, что не может «есть ничего, что имеет лицо». «Если бы бойни имели стеклянные стены, весь мир отказался бы от мяса», — говорила она. В 1975 году Пол Маккартни под влиянием жены перешёл на вегетарианский образ жизни; это, в свою очередь, сделало вегетарианство популярным в Великобритании. Активно пропагандировать свои взгляды Линда продолжала и с помощью собственных поваренных книг: Linda McCartney’s Home Cooking (1989), Linda’s Kitchen и Simple и Inspiring Recipes for Meatless Meals, первая из которых стала бестселлером в США (более 250 000 экземпляров). В 1991 году Линда Маккартни начала производство замороженных вегетарианских продуктов под маркой Linda McCartney Foods. В марте 2000 года H. J. Heinz Company приобрела Linda McCartney Foods (начиная с 2007 года производство находится в собственности Hain Celestial Group).
Линда Маккартни активно поддерживала такие организации, как PETA (People For The Ethical Treatment of Animals), The Council For The Protection of Rural England, Friends Of The Earth и была попечительницей Лиги Против жестоких видов спорта (League Against Cruel Sports). Незадолго до смерти она подготовила рекламный ролик для PETA, в котором обращалась к телезрителям с такими словами: «Видели ли вы, как рыба глотает воздух, когда вы вытаскиваете её из воды? Она говорит: „Большое спасибо за то, что убили меня. Это, знаете ли, так приятно“. — А на самом деле ей больно!»
После смерти Линды PETA учредила специальную награду Linda McCartney Memorial Award.

## Посмертные релизы и посвящения
Вместе с восемью британскими композиторами Пол Маккартни составил альбом хоралов A Garland for Linda и посвятил её памяти свой альбом симфонической музыки Ecce Cor Meum. В 1999 году вышел посмертный сингл Линды «The Light Comes From Within» из альбома Wide Prairie, который был запрещён на BBC (из-за строчки «You say I’m simple, you say I’m a hick, You’re fucking no-one, you stupid dick»). Возмущённый Пол Маккартни организовал опрос родителей на предмет: может ли крамольная строка действительно иметь развращающее влияние на детей нации.
10 апреля 1999 года Пол Маккартни организовал «Концерт для Линды» в лондонском Royal Albert Hall, где в числе прочих выступили Том Джонс, Джордж Майкл, The Pretenders и Элвис Костелло.

## Семья

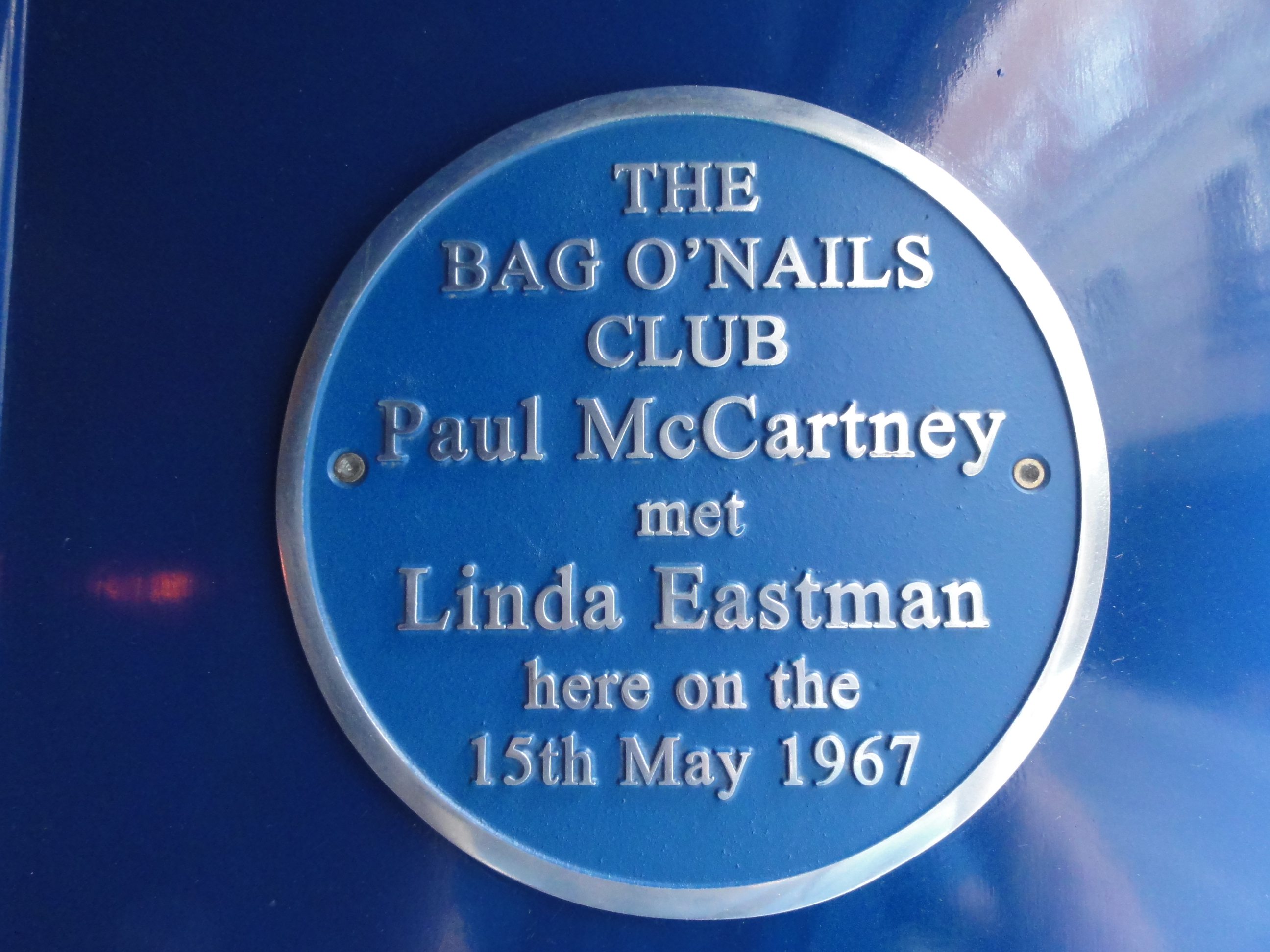

Старший брат Линды, Джон Истман (род. 10 июля 1939 года) — как и его отец, известный юрист: после распада The Beatles он взял на себя ведение дел Пола Маккартни. У Линды две младших сестры: Лора (род. 1947) и Луиза-мл. (род. 1950).
- Дочь Хезер Луиза Си-Маккартни[en] (род. 31 декабря 1962, в Аризоне). Дочь Линды Истмэн и Джозефа Мэлвилла Си (Joseph Melville See), Пол удочерил Хезер и она стала носить его фамилию. Хезер не замужем, живёт в Лондоне и занимается гончарным искусством.

От брака с музыкантом The Beatles Полом Маккартни имела троих детей:
- Дочь Мэри Анна Маккартни (род. 28 августа 1969) была замужем за бизнесменом Алистером Дональдом (Alistair Donald). Сейчас она замужем во второй раз за режиссёром Саймоном Абудом (род.1966). Мэри — профессиональный фотограф, работает в фирме отца MPL Communications.
  - Внук — Артур Дональд (род.03.04.1999),
  - Внук — Эллиот Дональд (род.01.08.2002),
  - Внук — Сэм Абуд (род.11.08.2008),
  - Внук — Сид Абуд (род.03.09.2011).
- Дочь Стелла Нина Маккартни (род. 13 сентября 1971 года).
  - Внук — Миллер Алистер Джеймс, (род. 2005),
  - Внучка — Бейли Линда Олвин, (род. 2006),
  - Внук — Бекетт Роберт Ли (род. 2008),
  - Внучка — Рэйли Дайлис Стелла Уиллис (род. 2010).
- Сын Джеймс Луис Маккартни (род. 12 сентября 1977) играл на гитаре в альбоме Driving Rain 2001 года, учился на архитектора.

## Интересные факты
- Известно, что Ли Истман был одно время адвокатом Джека Лоуренса[англ.]; последний по его просьбе в честь пятилетней девочки написал песню «Линда», которая была записана в 1947 году Бадди Кларком[9].
- 12 марта 1969 года из-за участия в звукозаписи Пол не смог вовремя купить Линде обручальное кольцо. В ночь перед свадьбой он был вынужден просить самого обычного ювелира открыть ночью магазин, где и приобрёл самое обычное кольцо за 12 фунтов[16].
- Линда и Пол принимали участие в 5 серии 7 сезона мультсериала «Симпсоны».